# Joselyn Cano
Joselyn Cano (Anaheim, California; 14 de marzo de 1990 - Cancún; 7 de diciembre de 2020) fue una modelo estadounidense, diseñadora de moda y celebridad de Internet.

## Carrera
Nacida en Anaheim, California, Cano comenzó a modelar a los diecisiete años para revistas locales.
En 2014, ganó notoriedad al aparecer en la portada de la revista Lowrider. Cano también apareció en el video especial del Día de San Valentín  de World Star Hip Hop. Durante el verano de ese año interpretó a la novia de Gerardo Ortiz en el video musical de su sencillo "Y me besa".
En 2015, apareció en la revista de motocicletas Hot Bike. En 2016, Cano apareció en el sitio web de Sports Illustrated como una de las bellas damas del día. En 2018, Cano lanzó su propia línea de trajes de baño. En los últimos años, Cano ha ganado una notable popularidad a través del uso de las redes sociales.
Debido a su popularidad en las redes sociales, algunos medios hispanos han apodado a Cano "La Kim Kardashian mexicana".
Su perfil de Instagram tiene más de trece millones de seguidores. Ella tuvo dos hijos con su pareja quién era de México.

## Muerte
Murió el 7 de diciembre de 2020, tras una cirugía estética de glúteos, ella murió en cancún Quintana Roo, por paro cardiaco. 